# Søren Bendixen
Søren Bendixen (født 1975) er en dansk journalist. Han har været ansat både på TV 2 og Danmarks Radio og har været tilrettelægger og tv-vært.

## Karriere
Bendixen blev uddannet fra Danmarks Journalisthøjskole i år 2000. Kort efter blev han ansat på TV 2 Nyhederne i Odense i en kort overgang. Derefter arbejde han på Nordisk Film, som tilrettelægger og billedjournalist på en serie dokumentarprogrammer til DR2 under navnet Retssagen.
Fra Nordisk Film flyttede han til Bastard Film, hvor han arbejdede fra 2001-2004 med tilrettelæggelse af dokumentarprogrammer primært til TV 2. Han tilrettelagde bl.a. Det Dyre Diplomati, Sidste Chance, De Fravalgte, Våben til salg og Æresdrab – en tyrkisk tragedie.
I 2004 skiftede Søren Bendixen til Angel Films, hvor han var med til at udvikle og tilrettelægge Operation X på TV 2. 
Derefter kom han til DR og arbejdede i perioden 2004-2007 som journalist, redaktionssekretær og redaktør på Magasinet Søndag på DR 1. Af større historier kan nævnes skandalerne omkring Seest undersøgelserne, historien om Naja og Steen og historien om indkøb af kampfly for milliarder.
I årene 2007-2010 var han rejsende reporter på magasinet Horisont på DR1 og fra efterår 2010 DRs Asien-korrespondent i Beijing.
Fra d. 1. september 2014 blev han vært på DR2 Dagen i fællesskab med Lene Johansen.
Fra 2017 er han DRs første korrespondent med Afrika som fast stofområde. Han har base i Sydafrika.